# رادنی اسکاتز هول هاگ باربیکیو
رادنی اسکاتز هول هاگ باربیکیو (انگلیسی: Rodney Scott's Whole Hog BBQ) رستورانی در شهر چارلستون که در زمینهٔ باربیکیو و همچنین گوشت خوک رشته‌رشته‌شدهٔ آرام‌پز تخصص و شهرت دارد. سرآشپز این رستوران رادنی اسکات است. این رستوران قادر به پذیرایی از ۱۲۸ نفر است و خدمات بیرون‌برهم دارد. در این رستوران گوشت خوک رشته‌رشته‌شد بر روی سخت‌چوب و زغال به آرامی کباب و با سس تند سرکه سرو می‌شود. رادنی اسکات از مونوسدیم گلوتامات برای طعم‌دهی هنگام ادویه‌سود کردن خود استفاده می‌کند. از دیگر غذاهای این رستوران می‌توان به گربه‌ماهی سرخ‌شده، استیک گوشت دنده گاو (ریب‌آی)، استیک گوشت دندهٔ خوک و پودینگ موز نام برد. رادنی اسکات در سال ۲۰۱۸ برندهٔ جایزه بنیاد جیمز بیرد در شاخه «بهترین سرآشپز جنوب شرقی آمریکا» شد و ماهنامهٔ تخصصی غذا و شراب رستورانش را یکی از «۴۰ رستوران مهم در ۴۰ سال گذشته» نامید.